# Cabril (Pampilhosa da Serra)
Cabril es una freguesia portuguesa del concelho de Pampilhosa da Serra, con 34,47 km² de superficie y 309 habitantes (2001). Su densidad de población es de 9,0 hab/km².